# کوچک (شهرستان قره‌سو)
کوچک (به لاتین: Kichik) یک منطقهٔ مسکونی در قرقیزستان است که در شهرستان قره‌سو (قرقیزستان) واقع شده‌است. کوچک ۳۵۰ نفر جمعیت دارد و ۲٬۰۶۰ متر بالاتر از سطح دریا واقع شده‌است.